# La dama del pantano
La dama del pantano es una telenovela colombiana realizada por Caracol Televisión en el año 1998.
Su inversión oscilaba los 4.500 millones de pesos en mobiliarios, ambientaciones, vestuario, casting, publicidad y efectos especiales. El pésimo índice obligó al canal tomar medidas contra algunos colaboradores del programa, lo que produjo su salida de la emisión.

## Sinopsis
En un futuro ucrónico la ciudad ficticia de Santa Fe es regida por la tiranía de Rodolfo Gascón, un adinerado e inescrupuloso científico quien años atrás perdió a Ana María Vidal, la única mujer que amaba. Igualmente somete bajo sus órdenes a los ciudadanos ya que Gascón posee el único suministro de agua que queda en el país y cuya imagen de los envases de agua tiene el rostro de su fallecida mujer. Lo que ignora Gascón es que su mujer tuvo una hija llamada Mariana quien ahora está en poder de uno de los ciudadanos. Mariana teniendo un enorme parecido físico con su madre se convierte en la obsesión de Gascón.

## Reparto
- Juana Acosta ... Mariana Cervantes
- Juan Carlos Vargas ... Larsen
- Robinson Díaz ... Rodolfo Gascon
- Gustavo Angarita
- Juan Carlos Arango
- Rita Bendek ... Victoria
- Luis Fernando Bohórquez
- Luly Bossa ... Katia
- Gloria Gómez ... Madre de Larsen
- Ana María Hoyos ... Lady Di
- Luis Fernando Hoyos
- Fabiana Medina
- Marlon Moreno ... Apache
- Luis Eduardo Motoa ... Padre de Mariana
- Julio Sanchez Coccaro ... Kal
- Orlando Valenzuela
- Diego Vásquez... Jíbaro